# Kaštelanec
Kaštelanec falu Horvátországban, Varasd megyében. Közigazgatásilag Jalžabethez tartozik.

## Fekvése
Varasdtól 9 km-re délkeletre, községközpontjától 4 km-re nyugatra a Drávamenti-síkság szélén, a Varasdot Ludbreggel összekötő főút mellett fekszik.

## Története
1857-ben 362, 1910-ben 504 lakosa volt. 
1920-ig  Varasd vármegye Varasdi járásához tartozott, majd a Szerb-Horvát Királyság része lett. 2001-ben a falunak 125 háza és 427 lakosa volt.

## Nevezetességei
A Szenvedő Krisztus oszlopa 1674-ben készült.

## Külső hivatkozások
- A község hivatalos oldala